# Branko Rek
Branko Rek, slovenski častnik in vojaški pilot, * 22. april 1964, Vitanje.
Podpolkovnik Rek je trenutno pilot helikopterja in poveljnik 15. helikopterskega bataljona SV.

## Odlikovanja
- medalja ministra za obrambo: 26. oktober 2011[1]